# 負片

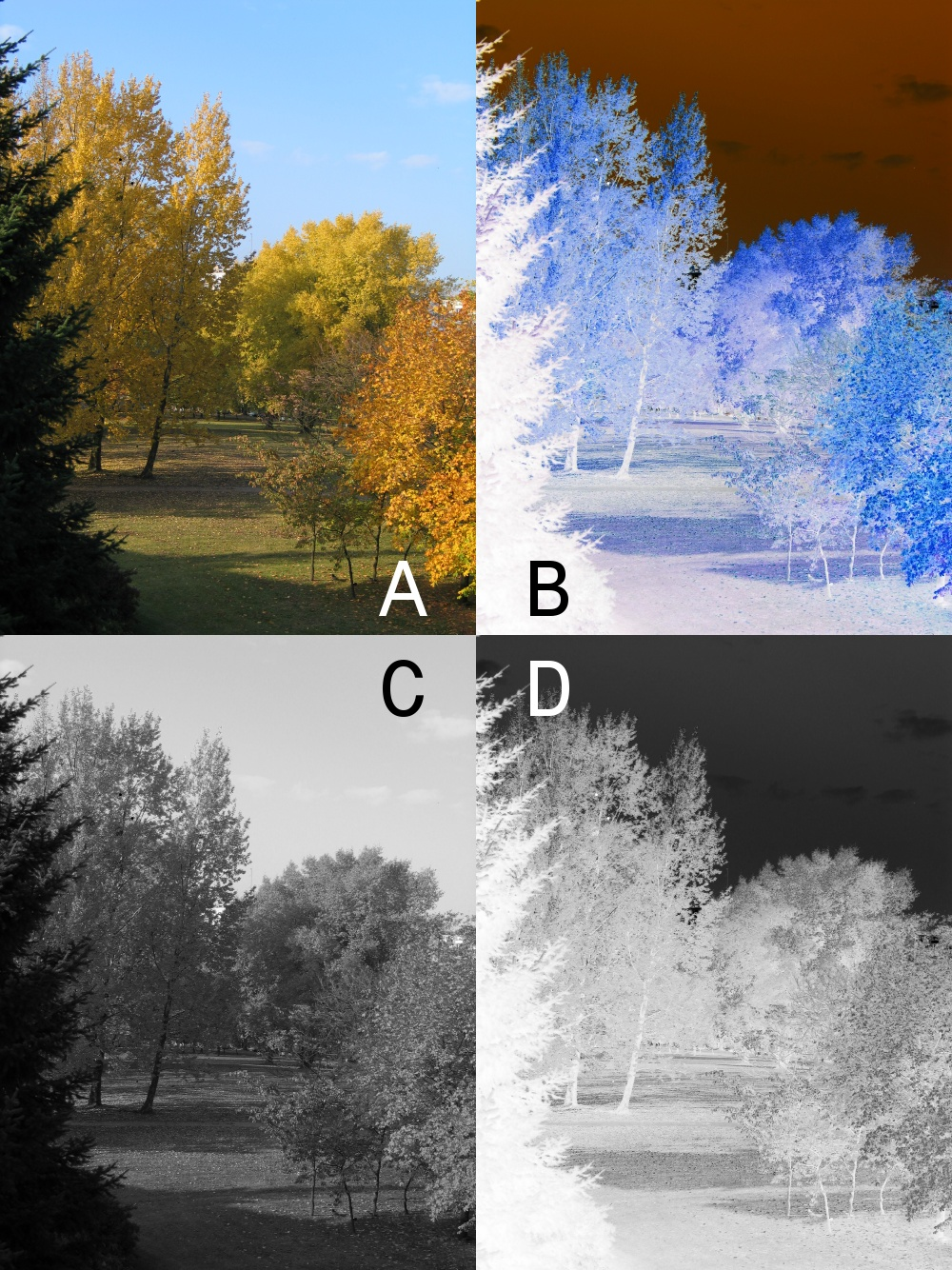
彩色正片 (A) 和負片 (B)，單色正片 (C) 和負片 (D)

負片是一種在攝影中通常位於塑膠薄膜或片上的圖像，其中被攝物體最亮的部分顯得最暗，最暗的部分顯得最亮。這種顛倒的順序是由於攝像膠片中極其敏感的化學物質在暴露於光線和隨後的攝影處理後會變暗，而不是漂白，以便足夠快速地捕捉圖像以進行沖洗。
在彩色負片的情況下，颜色也會轉換為各自的互補色。典型的彩色負片因自動色彩遮罩功能而呈現整體黯淡的橙色調，這最終改善了顏色的再現。負片通常用於通過將負片投射到照片放大機上的紙張上或製作接觸印樣來製作照片紙上的正片。紙張也會根據其曝光於光線的程度而變暗，因此會產生第二次反轉，使亮度和暗度恢復到其正常順序。
負片曾經通常是用感光幹板製作的，而不是塑料薄膜，而最早的負片之一是在紙上製作的。透明的正片可以通過將負片印刷到特殊的正片上來製作，這種公開版被用來製作傳統的電影正片印刷品以供在影院使用。一些用於攝像機的膠片設計成經過反轉處理後製成正片，而不是原始膠片上的負片，膠片或玻璃上的正片被稱為透明片或正片，如果裝在為幻燈片投影機或放大觀察器設計的小框架中，則通常被稱為放映幻燈片。

## 負像
| 正色 | 負色 |
| ---- | ---- |
|      |      |
|      |      |
|      |      |
|      |      |
|      |      |
|      |      |
|      |      |
|      |      |
|      |      |
|      |      |
|      |      |
|      |      |

正片是一幅正常的圖像。負片是一種完全相反的圖像，亮處變成暗處，反之亦然。彩色負片進一步顏色反轉紅色區域呈現青色，綠色區域呈現洋紅色，藍色區域呈現黃色，反之亦然。
在一種稱為「負片圖像錯覺」的現象中，人的視覺系統可以短暫地體驗到負片圖像，當長時間凝視之後會產生後像。
膠片負片通常比最終打印的正片圖像對比度較低，但具有較寬的动态范围。當它們打印到相纸時，對比度通常會增加。當負片膠片圖像被引入數位領域時，通常在掃描時或隨後的後期處理期間調整其對比度。

## 負底片

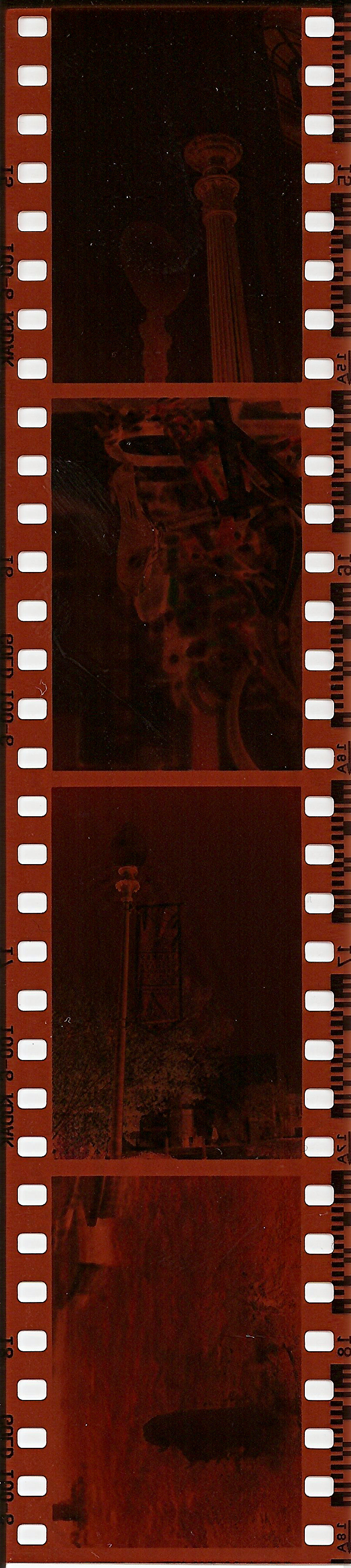
35毫米膠片上的四張彩色底片，顯示一些看起來像消防栓、燈柱等的圖像。

135毫米格式的相機膠片通常以一條長的、塗有感光乳膠劑且有穿孔的塑料條卷在一個遮光的盒子中出售。在每次曝光之前，相機內部的機制會將未曝光的膠片從盒子中拉出並放置在相機鏡頭後方的位置。在所有曝光完成後，膠片會被重新捲回盒子中。經過化學沖洗後，膠片上會顯示一系列小型負片圖像。為了方便處理，膠片通常會被切成小段。中画幅相機使用120底片，產生寬60毫米的負片條，而大画幅相機則將每張圖像拍攝在可能達到20x25厘米（8x10英寸）甚至更大的單張膠片上。這些被攝圖像中的每一張都可以稱為負片，而整條膠片或一組圖像則可以統稱為「負片」。它們是主圖片，所有正片印刷品都將源自它們，因此它們被特別小心地處理和存放。
許多攝影工藝會創造負片圖像：所涉及的化學物質在暴露於光線時會產生反應，因此在沖洗過程中會根據曝光量的不同產生微觀黑色銀顆粒或有色染料的沉積。然而，當從負片圖像中創造另一張負片圖像時（就像在數學中相乘兩個负数），會產生正片圖像。這使得大部分基於化學反應的攝影成為一個兩步過程，使用負片膠片和普通的處理方法。特殊的膠片和C-41沖印處理過程已經被開發出來，以便能夠直接在膠片上製作正片；這些被稱為正片、幻燈片，或反轉膠片和E-6沖印處理。
儘管市場已經從膠片轉向其他媒體，但仍然存在需求和市場，讓藝術攝影師能夠從數位圖像中製作負片，以便在藍晒法、膠印鉻、鉑印等其他過程中使用。然而，這些負片圖像可能比它們的數位對應物在持久性和複製精確性方面更差。

## 負片影像和數位處理

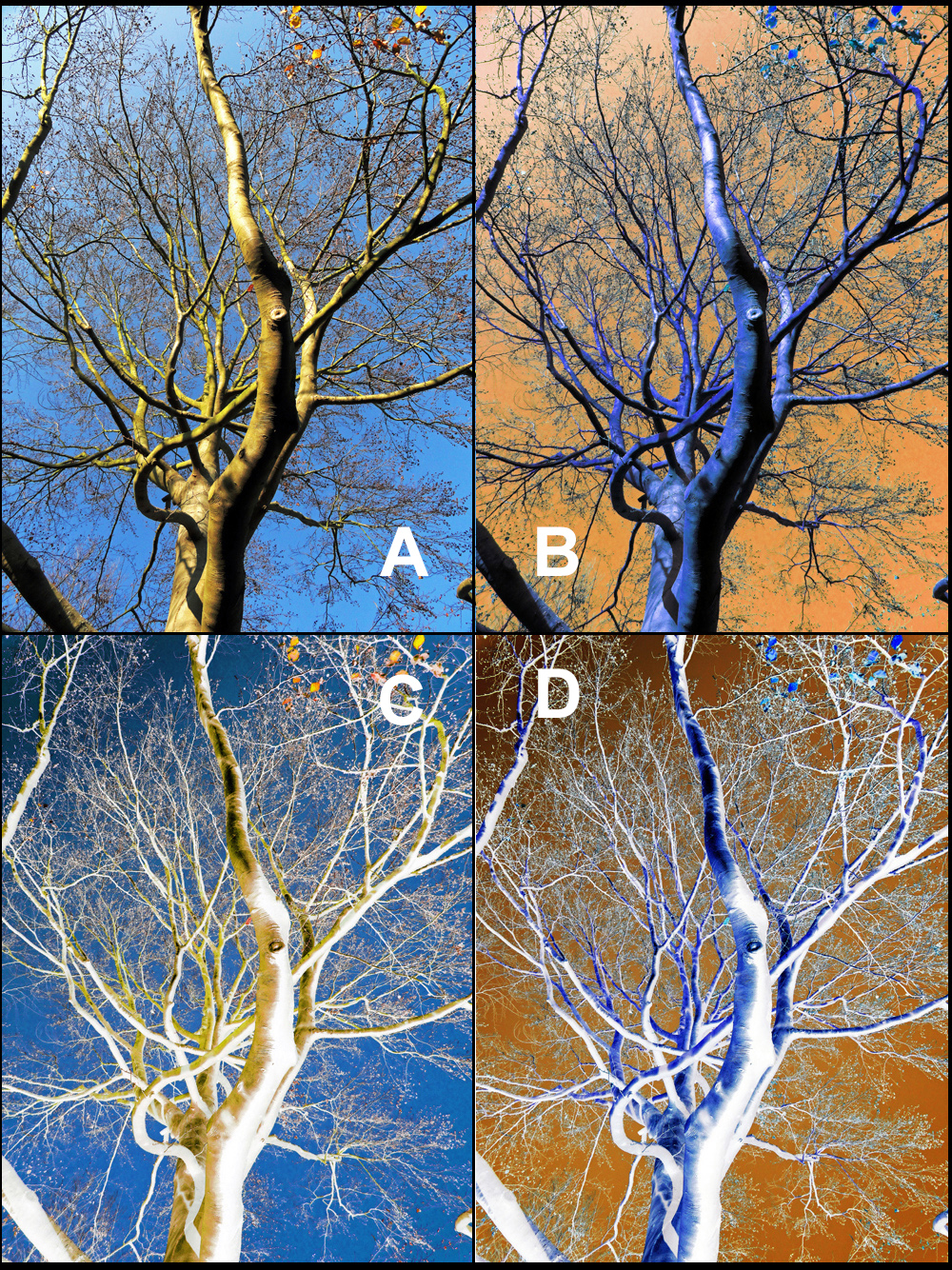
彩色正片（A）；彩色負片，亮度正片（B）；彩色正片，亮度負片（C）；全負片（D）。

負片圖像提供了對日常場景的不同視角，有時能夠凸顯在正片圖像中不太明顯的空間關係和細節。例如，攝影師安德魯·普羅科斯曾在其「反轉」系列下創作了一系列獲獎的照片。數位圖像處理的出現擴展了這方面的可能性。在傳統的實體照片中，顏色和亮度只能同時反轉，但數位處理技術允許分開調整。
當圖像的色調旋轉180度時，圖像的顏色被反轉，但亮度保持不變。這樣的圖像負片中，亮度被反轉，但顏色保持不變。與實體圖像只能是完全“反轉”或“未反轉”不同，數字圖像可以呈現部分的顏色反轉 ，因為色調可以調整為大於0度但小於180度的正負值。

## 外部連結
- Scanning film negatives (Hebrew)，存档于（存檔日期 28 June 2012）